# Habenaria obovata
Espèce
Statut de conservation UICN

 VU : Vulnérable
Habenaria obovata  Summerh.  est une espèce de plantes de la famille des Orchidaceae et du genre Habenaria. Elle est endémique du Cameroun. C'est une orchidée terrestre qu'on retrouve dans les prairies montagneuses de 2150 à 350 m d'altitude. Elle a été localisée dans le mont Cameroun et dans le mont Oku. L'espèce a également été redécouverte en octobre 1992 dans les prairies de 2 820 m d'altitude aux alentours de Mann’s Spring. Le feu ou le pâturage sont des menaces potentielles pour l'habitat de cette espèce classée vulnérable selon les critères de l'UICN.